# Communauté de communes de Weppes
La communauté de communes de Weppes  est une ancienne communauté de communes française, située dans le département du Nord et la région Hauts-de-France, arrondissement de Lille. Selon les dispositions de la loi NOTRe, elle a choisi de rejoindre la Métropole Européenne de Lille à compter du 1er janvier 2017.

## Régime fiscal
Taxe professionnelle unique (dél. du 11/01/2001). Éligible à la DGF bonifiée à compter du 01/01/2002.

## Composition
La communauté de communes de Weppes regroupait cinq communes.
| Nom                  | Code Insee | Gentilé      | Superficie (km2) | Population (dernière pop. légale) | Densité (hab./km2) |
| -------------------- | ---------- | ------------ | ---------------- | --------------------------------- | ------------------ |
| Bois-Grenier (siège) | 59088      | Grenériens   | 7,25             | 1 563 (2014)                      | 216                |
| Aubers               | 59025      | Aubersois    | 10,14            | 1 562 (2014)                      | 154                |
| Fromelles            | 59257      | Fromellois   | 8,54             | 885 (2014)                        | 104                |
| Le Maisnil           | 59371      | Maisnilois   | 3,51             | 641 (2014)                        | 183                |
| Radinghem-en-Weppes  | 59487      | Radinghémois | 6,82             | 1 358 (2014)                      | 199                |

## Démographie
| 1999  | 2012  |
| ----- | ----- |
| 5 636 | 5 882 |

## Présidents
| Période | Période | Identité        | Étiquette | Qualité               |
| ------- | ------- | --------------- | --------- | --------------------- |
|         |         |                 |           |                       |
|         | 2020    | Michel Delepaul | SE        | Maire de Bois-Grenier |